# イオンモール川口
イオンモール川口（イオンモールかわぐち）は、埼玉県川口市に所在するイオンモール株式会社が運営するショッピングセンター。現行施設は2代目であり、2018年8月末に閉館した初代施設に代わり、2021年6月8日に2代目施設が開業した。

## 概要

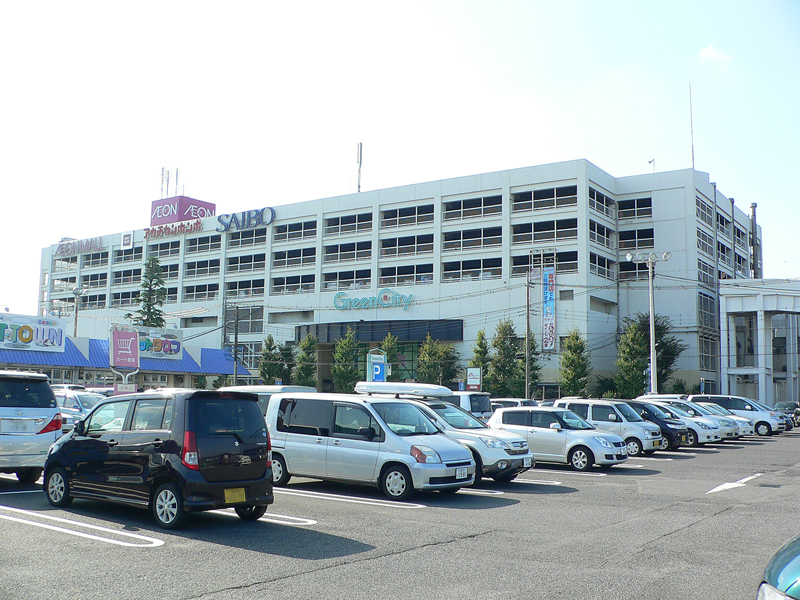
イオンモール川口グリーンシティ時代の外観

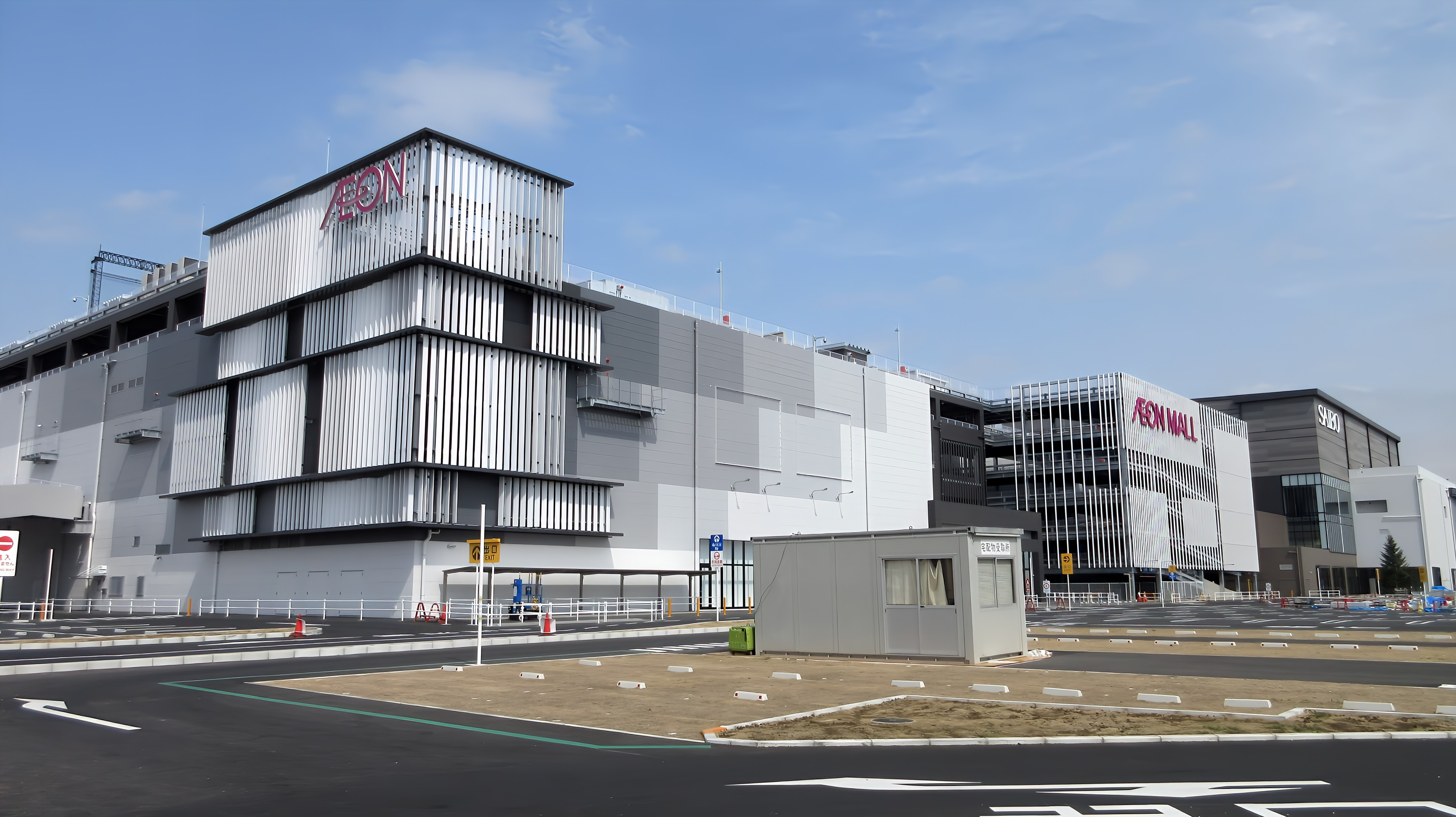
建物全景(オープン前の撮影)2021.3

サイボー株式会社神根工場（1954年2月から1982年7月まで操業）の跡地に立地しており、同社から敷地・建物を賃借している。同じく同社から敷地・建物を賃借している近隣施設のイオンモール川口前川とは、直線距離で1.5kmしか離れていない。1984年（昭和59年）4月15日にダイヤモンドシティにより川口グリーンシティとして開業し、核店舗は「ジャスコ川口店」であった。1990年（平成2年）11月に増築した。
その後、2007年（平成19年）9月22日にイオンモールがダイヤモンドシティと合併したことに伴って運営母体がイオンモールとなり、イオンモール川口グリーンシティに改称。2011年（平成23年）から進められたイオンの大型ショッピングセンターの名称の「イオンモール」への統一に伴い、11月21日には現名称へ改称された。営業終了後は別棟（開業当初は自動車販売店が入店していたが、初代施設の閉館時はテナントを入店させていた）も取り壊され、水路移転工事を行っている。
当時現存するイオンモールのなかで最古参施設であったが、サイボーとの賃貸借契約を2018年（平成30年）9月30日で終了し、2018年8月31日に閉館という形で、34年の歴史に一旦幕を閉じた。施設を所有するサイボーは、隣接していた川口自動車学校（2013年10月で閉校）の跡地も含めてイオンモールとの共同で「『周辺まちなみ景観に配慮した新たなコミュニティ空間の創出』を掲げた土地利用を検討していく」としたほか、イオン側も「新たな商業施設として生まれ変わる」とし、施設の規模を旧施設比2倍とした『新生イオンモール川口』として開業する事とした。当初は2021年（令和3年）5月28日に開業予定としていたが、新型コロナウイルスによるまん延防止等重点措置が延長されたため、5月25日に暫定開業、6月8日に本開業と延期された。
2代目施設のテナント数は、イオンモール川口前川とほぼ同等の150店舗である。川口市内では2ヶ所目となるシネコンを「イオンシネマ川口」として開業。駐車場の収容台数は旧施設の約2倍の約2500台（平面と立体の駐車場を合算）となる。

## DXを駆使した初の本格的な「スマートストア」
イオンモール川口は2020年10月から開始した「イオンスタイル有明」での実証実験を経て、初の本格的なスマートストアとして開業した。陳列棚を通じて商品情報や販促を動画配信する「シェルフサイネージ」、AIカメラを使った会計時の年齢認証と在館人数の把握、デジタル機器を活用した「大型モニターでの店内調理ライブ配信」などDXを駆使した試みも多数ある。
セントラルコートには、高さ9m、幅5m、400インチの透過型シースルーLEDサイネージを設置。ダイナミックな映像で、専門店やイベント情報を配信する。また災害時には緊急避難放送に切り替え、利用客を案内する。
「館内配送ネコ型ロボット」が館内を自動で走行し、利用客向けの案内配布や、多様な館内デリバリーの活用を担っている。
館内の様子

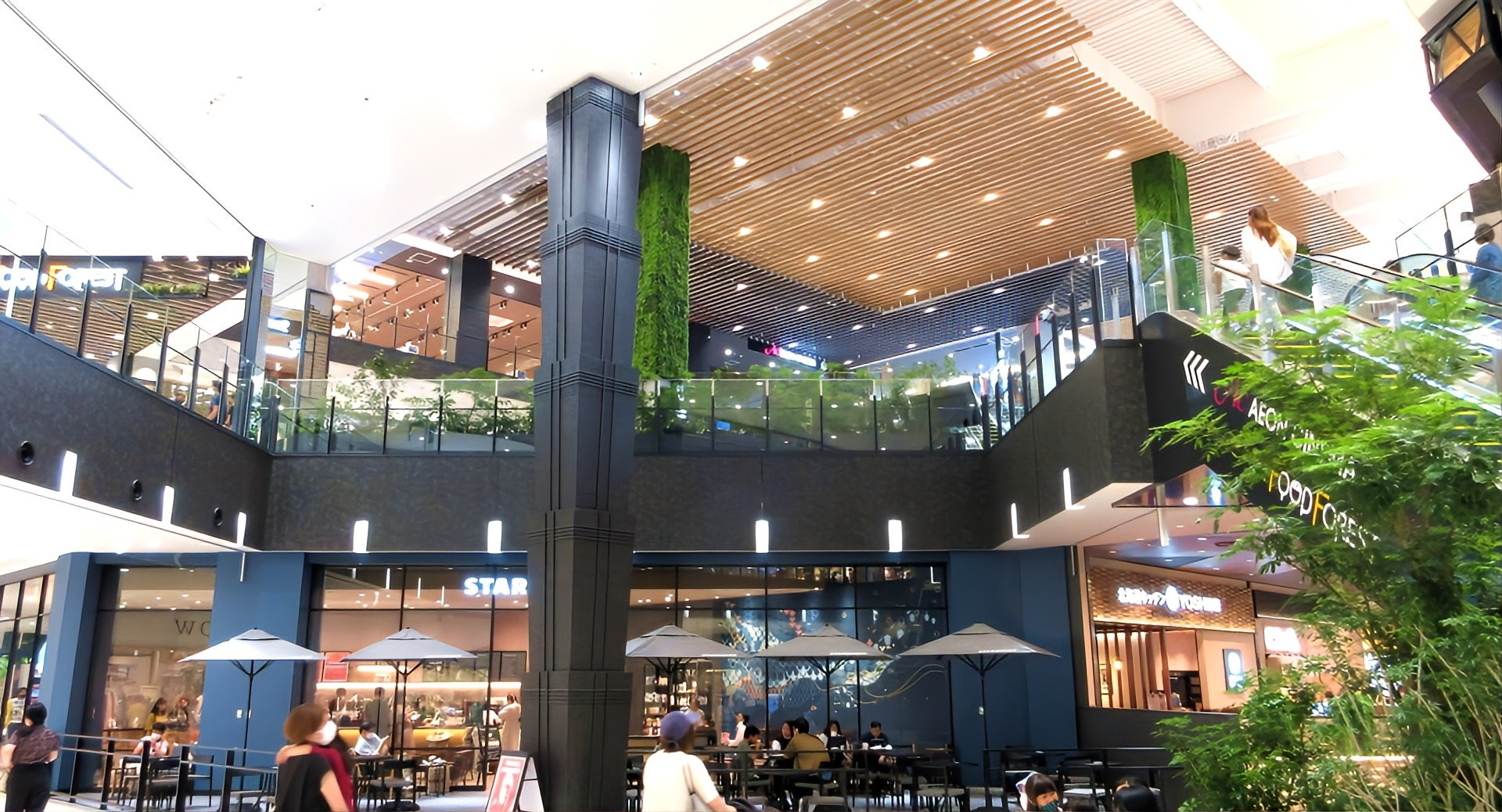
フードコート「FOOD FOREST」
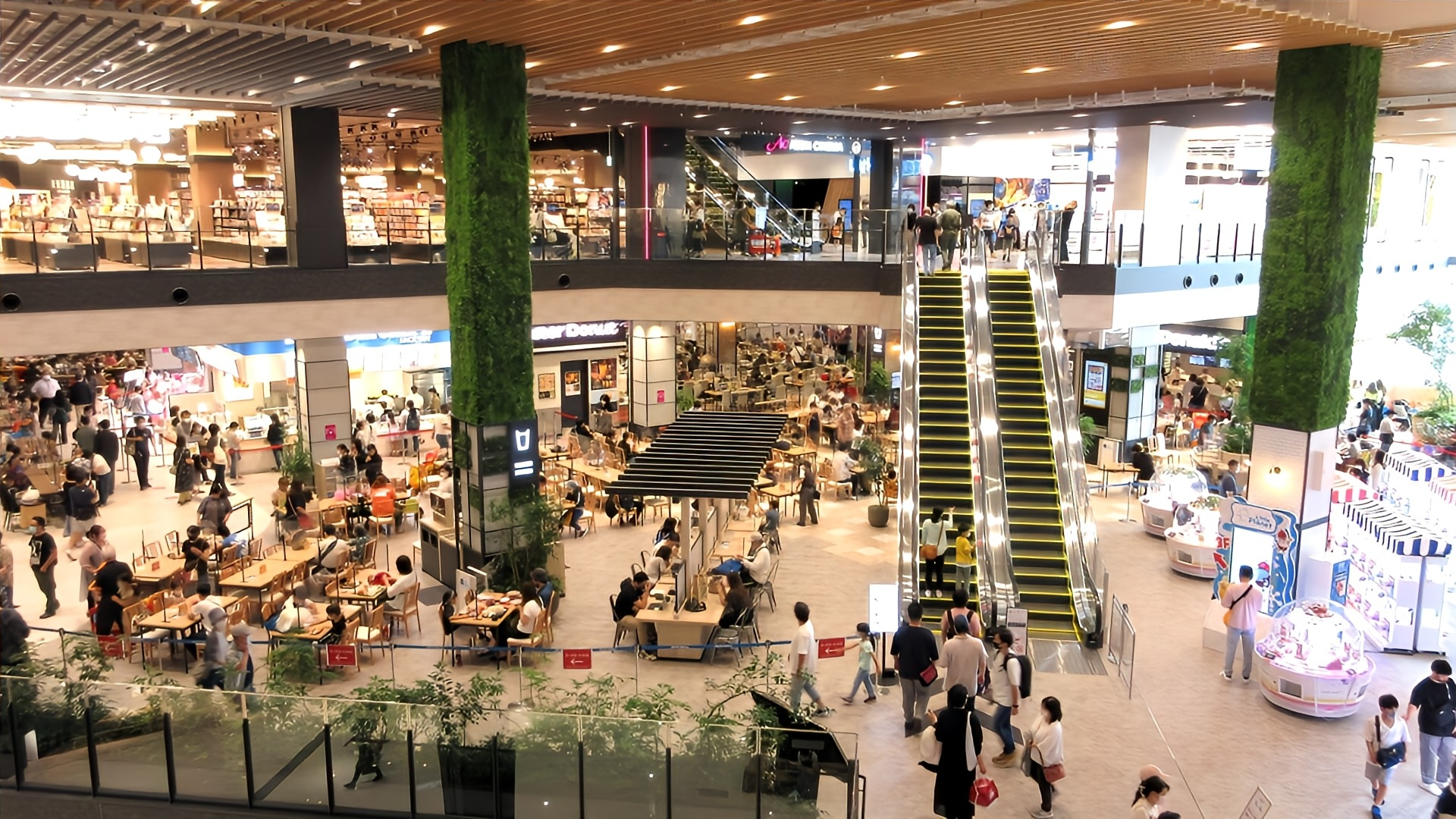
利用客で賑わう「FOOD FOREST」
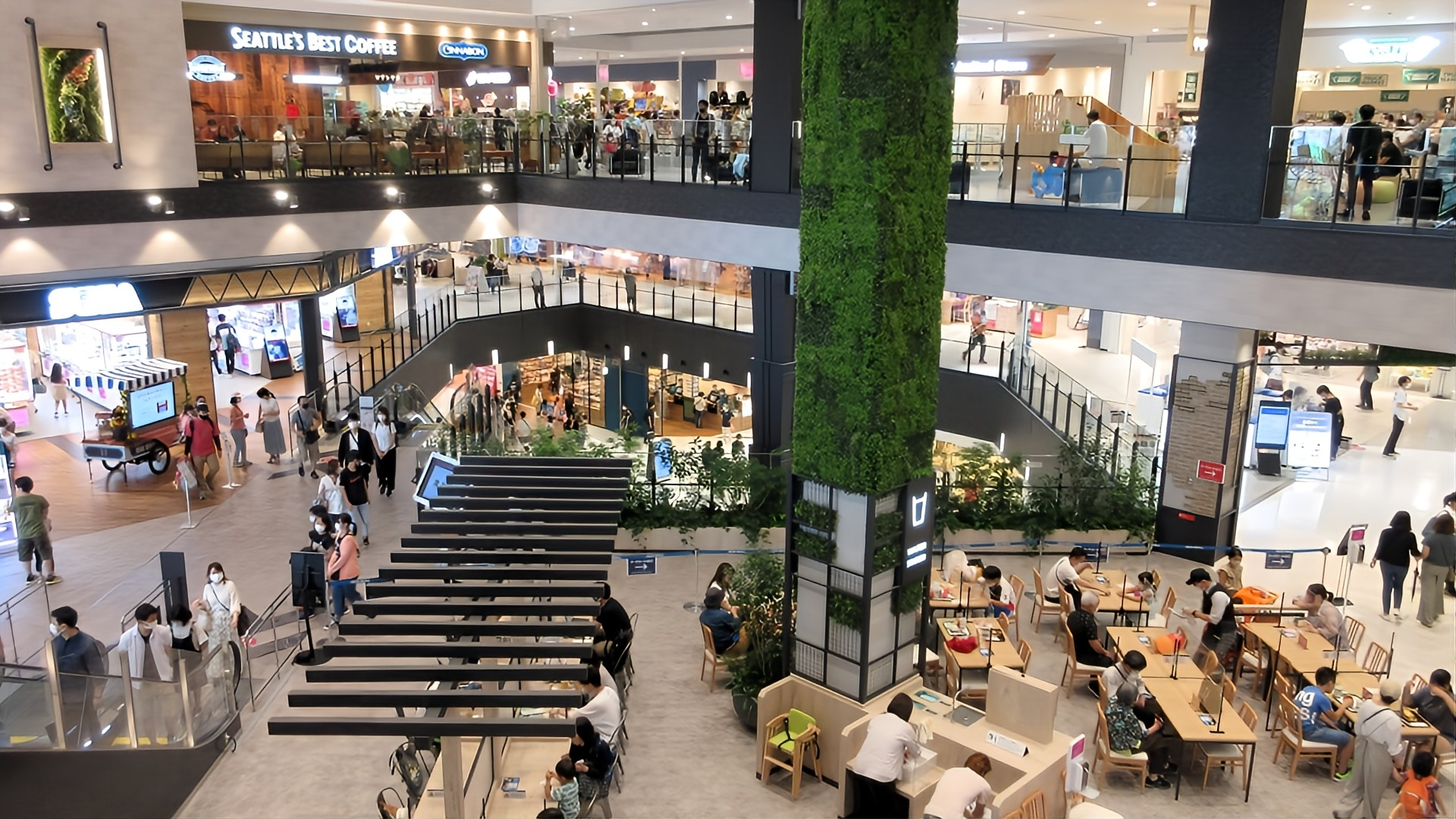
吹き抜けの形状・サイズが各階で異なることが見て取れる
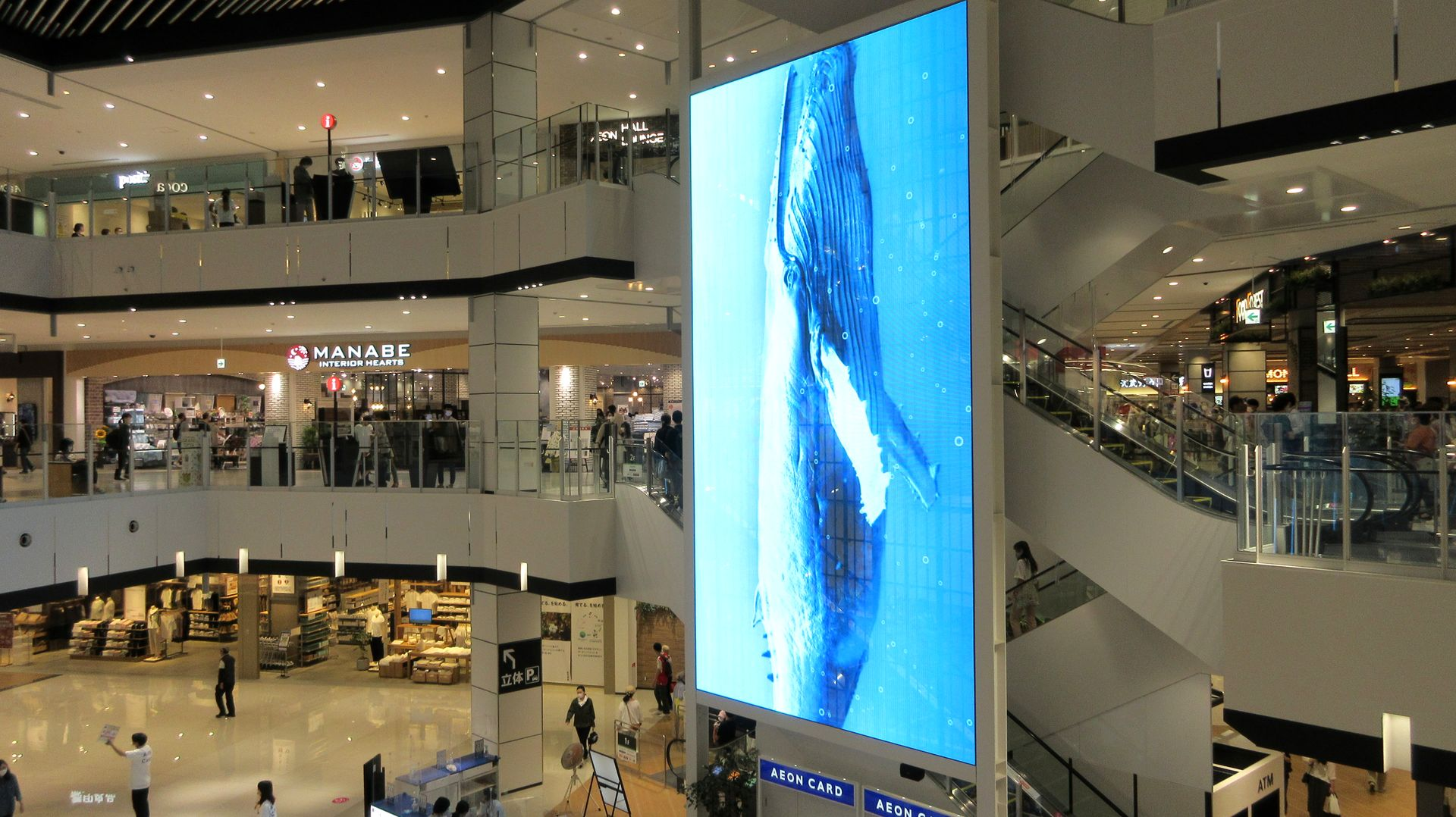
透過型LEDサイネージ

## 主なテナント
初代：イオン川口店（2011年2月28日まではジャスコ川口店）
2代目：イオンスタイル川口、イオンシネマ川口、無印良品イオンモール川口